# Coruja-do-mato-europeia

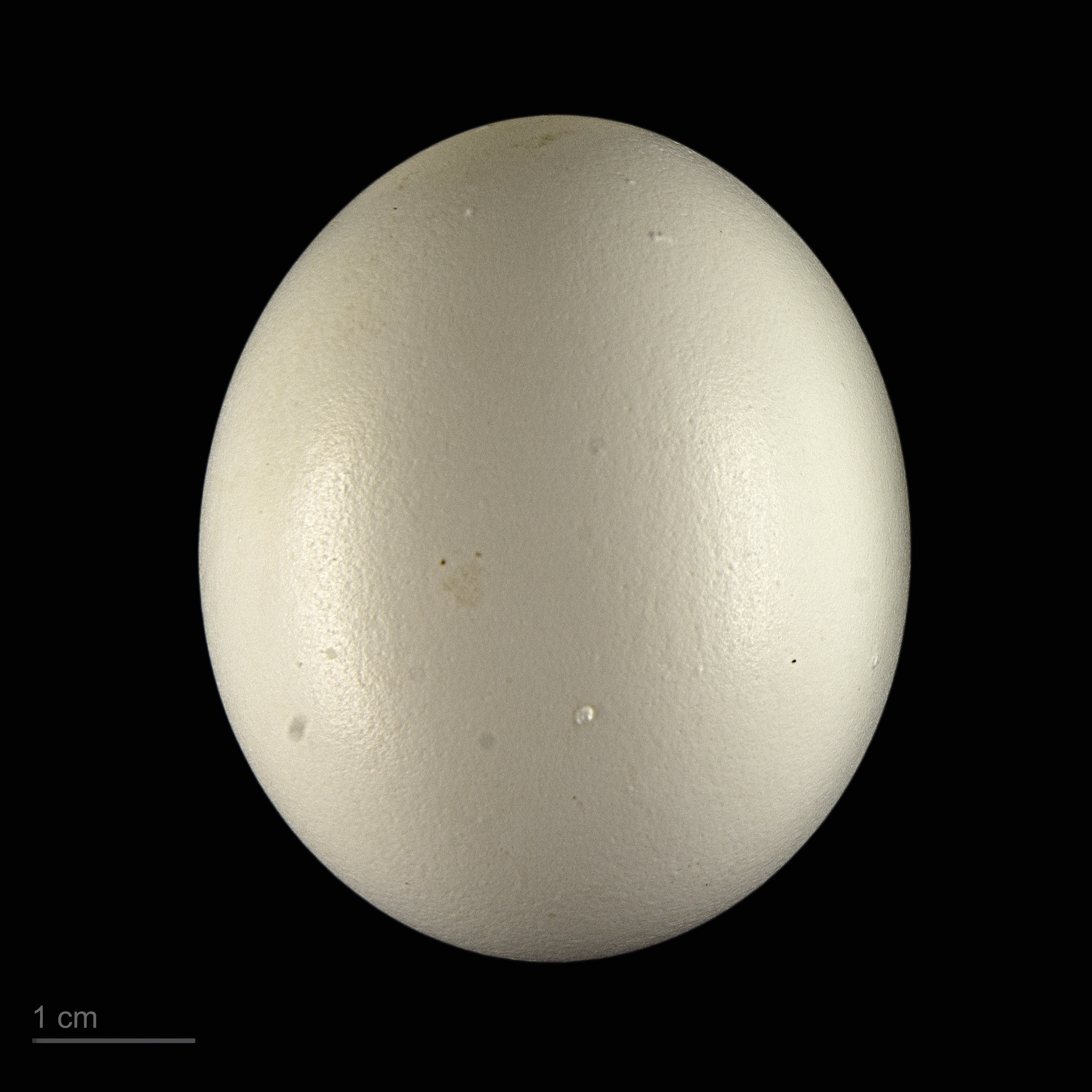
Strix aluco sylvatica - MHNT

A coruja-do-mato-europeia (Strix aluco) é é uma coruja da família dos estrigídeos, encontrada na Europa, África e Ásia.

## Características
Tem um comprimento de 37–43 cm e uma envergadura de asas de 81–96 cm. O seu voo é plano e directo. Apresenta o dorso castanho e malhado de castanho-amarelado. A parte inferior é castanho amarelada com faixas verticais castanhas. Apresenta um disco facial muito marcado, de cor mais clara, e olhos grandes e castanhos escuros.

## Habitat
É uma ave sedentária, que frequenta cidades e jardins, matas e florestas de folha decídua. Alimenta-se de pequenos mamíferos e aves. É essencialmente nocturna, com uma visão apurada. A sua retina tem 56.000 bastonetes por milímetro quadrado, permitindo-lhe ver uma presa a alguns metros de distância apenas com a luz de uma vela afastada 500 metros. 
Faz ninho em buracos de árvores ou edifícios, pondo 2 a 4 ovos. Defende ferozmente o seu ninho, podendo atacar humanos. Como o seu voo é muito silencioso, pode não ser detectada a tempo. Ataca a face do oponente com as suas fortes patas, podendo causar lesões graves.

## Pio
É responsável pelos sons de corujas mais familiares, mas apesar de ser muito escutada é poucas vezes observada. O seu piar parece um assobio muito grave, normalmente em séries de dois ou três, huu ... pausa ... huu-huu-huu, podendo piar por longas horas.